# Mittelweg (Marienheide)
Mittelweg ist ein Ort der Gemeinde Marienheide im Oberbergischen Kreis in Nordrhein-Westfalen.

## Lage und Beschreibung
Mittelweg liegt im Westen von Marienheide an der Grenze zu Wipperfürth. Nachbarorte sind Königsheide, Kempershöhe und Eiringhausen.

## Geschichte
Im Jahr 1825 zeigt die Karte Topographische Aufnahme der Rheinlande einen umgrenzten Hofraum ohne Ortsbezeichnung. Nordwestlich davon ist auf der gleichen Karte eine Kapelle verzeichnet, die mit „Kap. Kohlenbergshoh“ benannt wird. Ab der Preußischen Neuaufnahme der Jahre 1894 bis 1896 wird der Ort mit Mittelweg benannt.

## Wandern
Der vom SGV ausgeschilderte Wanderweg X19 - Schlösserweg führt nördlich der Ortschaft vorbei.